# 一本道 (友部正人の曲)
「一本道」（いっぽんみち）は、友部正人が1972年4月にベルウッド・レコードから唯一の、そして最初に発売したシングルレコード。

## 解説
アルバム・デビューは、URCレコードから1月に発売した『大阪へやって来た』で、シングル・レコードとしてはベルウッド・レコードからの発売となった。
長渕剛がまだ高校生だったある夜、ラジオで友部の「一本道」を聴いて、あの寂寥感がたまらず、「あの寂しさは一体何だろう。俺はこのままでいいんだろうか？って、いろんな考えが頭の中をかけめぐって、その夜はいつまでも眠れなかった」という。
吉田拓郎が、「曲が良すぎてライバルとも思えなかった。『一本道』を聴いたときに『こいつになりたい』と思うほどジェラシーを感じた」と語っている。

## 収録曲
作詞・作曲：友部正人

### Side:A
- 一本道  –  (5:25)

### Side:B
- まちは裸ですわりこんでいる  –  (5:19)

## レコーディング・メンバー

### 一本道
- 演奏・唄：友部正人

### まちは裸ですわりこんでいる
- 演奏・唄：友部正人
- ベース：細野晴臣
- ドラム：松本隆
- マンドリン：高田渡

### スタッフ
- 制作：アート音楽出版
- ミキサー：吉野金次
- ジャケットデザイン、写真：田中注臣